# Laura Ester
Laura Ester Ramos, née le 22 janvier 1990 à Barcelone, est une joueuse espagnole de water-polo qui joue au poste de gardienne de but.
Elle est médaillée d'argent olympique en 2012 avec l'équipe d'Espagne de water-polo féminin.